# Šišan
Šišan (Italià i Istriot: Sissano) és un poble del municipi de Ližnjan al sud de la península d'Ístria a Croàcia. El 2001 tenia 623 habitants. És una de les darreres poblacions on encara es poden trobar parlants de la llengua pròpia de l'Ístria, l'istriot que rep el nom local de sissanese.